# Университет Порту
Университет Порту (порт. Universidade do Porto) — второй по величине португальский университет по количеству студентов, после Лиссабонского университета. Университет находится в городе Порту. 

## История
Предшественниками университета являются мореходная академия, учреждённая королем Жозе I в 1762 году, и академия рисования и черчения, созданная королевой Марией I в 1779 году. Позже академии были объединены в единую Политехническую академию Порту.
Вновь открылся 16 июля 1911 года, во времена Первой Португальской республики. Первым ректором был назначен математик Франсишку Гомеш Тейшейра. В настоящее время университет является экономически и с научной точки зрения независимым.
Основан по декрету временного правительства Португальской Республики от 22 марта 1911 года. Первым ректором университета был назначен математик Франсишку Гомеш Тейшейра. Нынешний ректор (с 2006 года) — Жозе Карлуш Диогу Маркеш душ Сантуш. Девизом университета стала фраза лат. Virtus Unita Fortius Agit.
15 его факультетов сосредоточены в трёх кампусах. Университет Порту поддерживает связи более чем с 500 университетами в различных странах мира.

## Структура
Университет состоит из 15 факультетов:
1. Факультет Архитектуры (Faculty of Architecture, FAUP). Корпус находится на улице Эдгара Кардозу, в непосредственной близости с мостом Аррабида.
2. Faculty of Dental Medicine, FMDUP. Корпус находится на улице Роберту Фриаш, станция метро Поло Университарио.
3. Faculty of Economics, FEP. Корпус находится на улице Роберту Фриаш, станция метро Поло Университарио.
4. Faculty of Engineering, FEUP. Корпус находится на улице Роберту Фриаш, станция метро Поло Университарио.
5. Faculty of Fine Arts, FBAUP. Корпус находится на авеню Родригес-де-Фрейтас.
6. Faculty of Law, FDUP
7. Faculty of Letters, FLUP
8. Faculty of Medicine, FMUP
9. Faculty of Nutrition and Food Science, FCNAUP
10. Faculty of Pharmacy, FFUP
11. Faculty of Psychology and Educational Sciences, FPCEUP
12. Faculty of Sciences, FCUP
13. Faculty of Sport, FADEUP
14. Institute of Biomedical Sciences Abel Salazar, ICBAS
15. Porto Business School, PBS - UP